# Dirk Marcellis
Dirk Marcellis (* 13. April 1988 in Horst aan de Maas) ist ein ehemaliger niederländischer Fußballspieler.

## Karriere

### Verein
Marcellis spielte schon von 1998 an in der Jugend der PSV in Eindhoven. Sein erster Fußballklub war aber RKSV Wittenhorst und er spielte noch in der Jugend der VVV-Venlo, bevor er zur PSV ging.

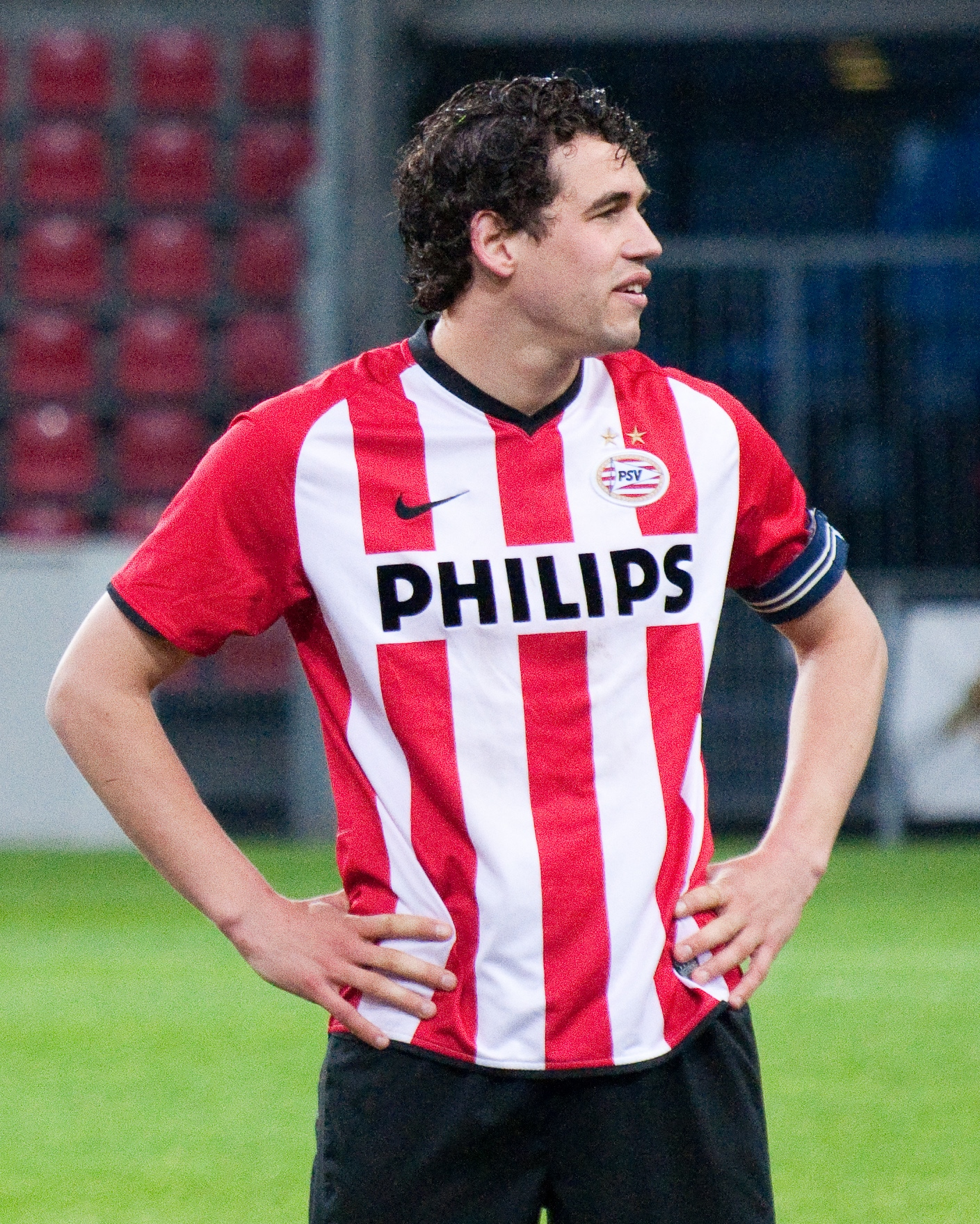
Dirk Marcellis im Jahr 2010

Seit der Spielzeit 2006/07 gehört der Innenverteidiger zum Profikader der Rot-Weißen.
Am 11. April 2007 debütierte er in der ersten Mannschaft der PSV im Viertelfinalrückspiel in der UEFA Champions League gegen den FC Liverpool. Noch im selben Spiel erhielt er eine Rote Karte und hatte damit einen eher unglücklichen Start in seine Profikarriere. Fast sechs Monate später, am 6. Oktober, feierte er sein Premierenspiel in der Eredivisie gegen Willem II Tilburg. Durch gute Leistungen entwickelte er sich in seinem zweiten Jahr weiter und kam auf regelmäßige Einsatzzeiten. In der Saison 2007/08 absolvierte er 26 Partien. Belohnt wurde dies mit einer Vertragsverlängerung bis 2012. Noch im gleichen Jahr gewann er seinen ersten Titel mit PSV. Schon im Vorjahr wurde die Meisterschaft gewonnen, allerdings bestritt Marcellis in dieser Zeit noch kein Spiel. 2008 wurde er von den PSV-Fans hinter Heurelho da Silva Gomes und Ibrahim Afellay auf Platz drei der besten Spieler der Spielzeit 2007/08 gewählt. Anfang der Saison 2009/10 verpasste er wegen einer Verletzung einige Spiele, war anschließend unter Trainer Fred Rutten nicht mehr erste Wahl und kam nur auf elf Eredivisie-Einsätze. Zur Saison 2010/11 verließ er daher seinen Heimatverein und wechselte zu AZ.

### Nationalmannschaft
Für die Olympischen Sommerspiele 2008 wurde er in den Kader der Nationalmannschaft berufen. Am 11. Oktober 2008 gab der 20-Jährige unter Trainer Bert van Marwijk sein Debüt in der A-Nationalelf im WM-Qualifikationsspiel gegen Island.

## Erfolge
PSV Eindhoven 
- Niederländischer Supercupsieger: 2008
- Niederländischer Meister: 2008

 AZ Alkmar 
- Niederländischer Pokalsieger: 2013